# Euthyrisella obtecta
Euthyrisella obtecta is een mosdiertjessoort uit de familie van de Euthyrisellidae. De wetenschappelijke naam van de soort is voor het eerst geldig gepubliceerd in 1882 door Hincks.